# Выбор критиков (кинопремия, 2007)
12-я церемония премии «Выбор критиков» состоялась 14 января 2007 года в конференц-центре Santa Monica Civic Auditorium.

## Победители и номинанты
| Лучший фильм                      | 1. Отступники 2. Вавилон 3. Девушки мечты 4. Как малые дети 5. Королева 6. Кровавый алмаз 7. Маленькая мисс Счастье 8. Письма с Иводзимы 9. Потерянный рейс 10. Скандальный дневник                                                                                                |
| Лучший режиссёр                   | 1. Мартин Скорсезе — «Отступники» 2. Пол Гринграсс — «Потерянный рейс» 3. Клинт Иствуд — «Письма с Иводзимы» 4. Билл Кондон— «Девушки мечты» 5. Стивен Фрирз — «Королева» |

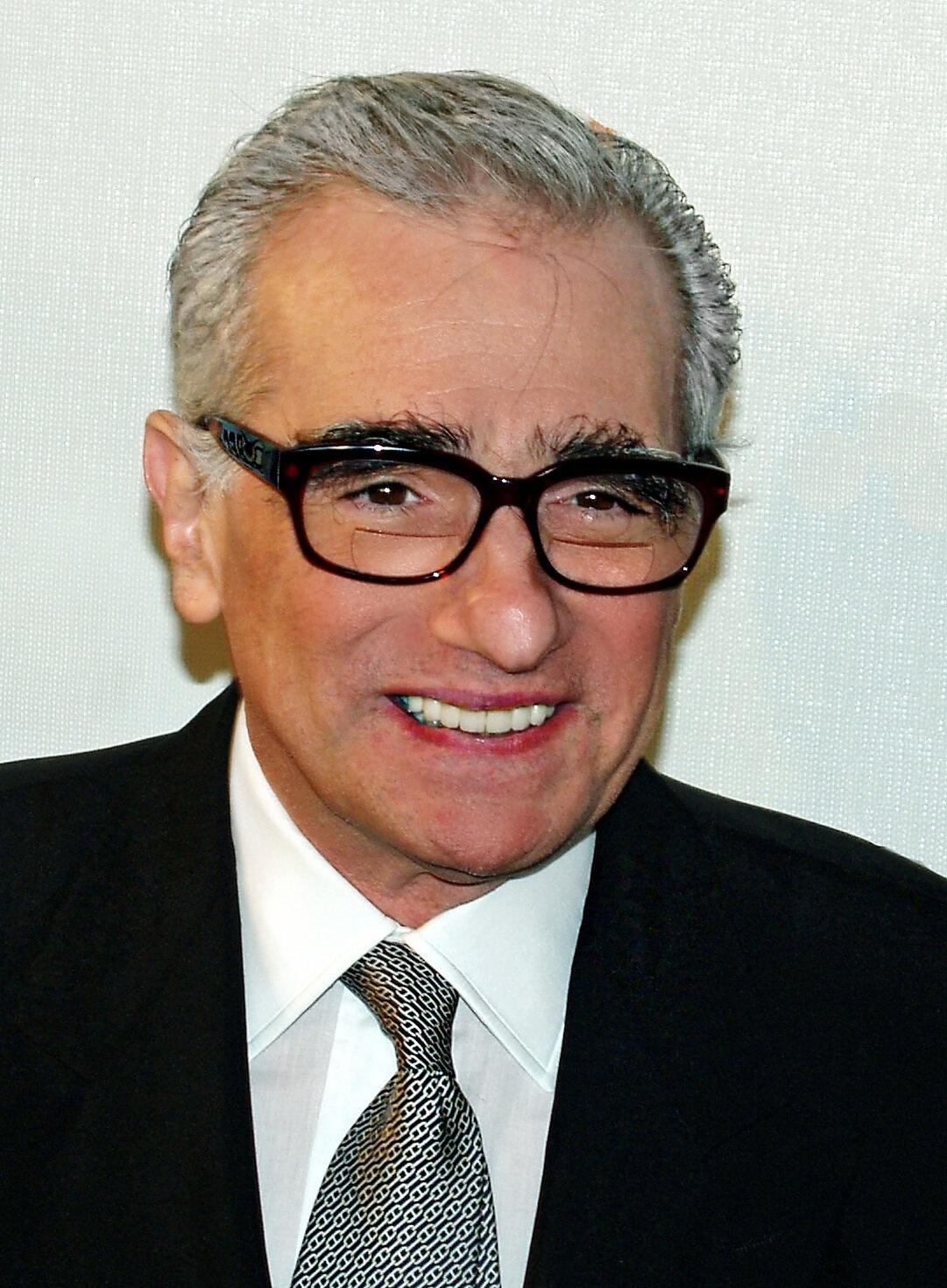
Мартин Скорсезе, лучший режиссёр

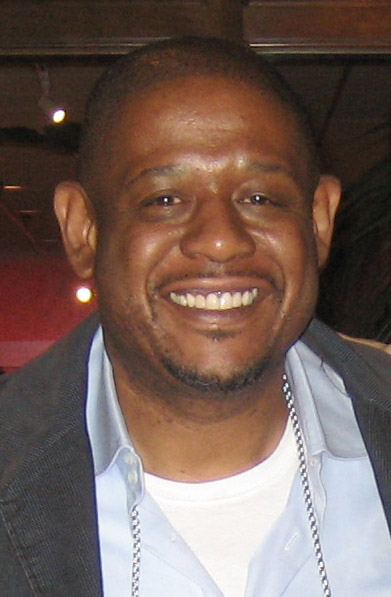
Форест Уитакер, лучшая мужская роль

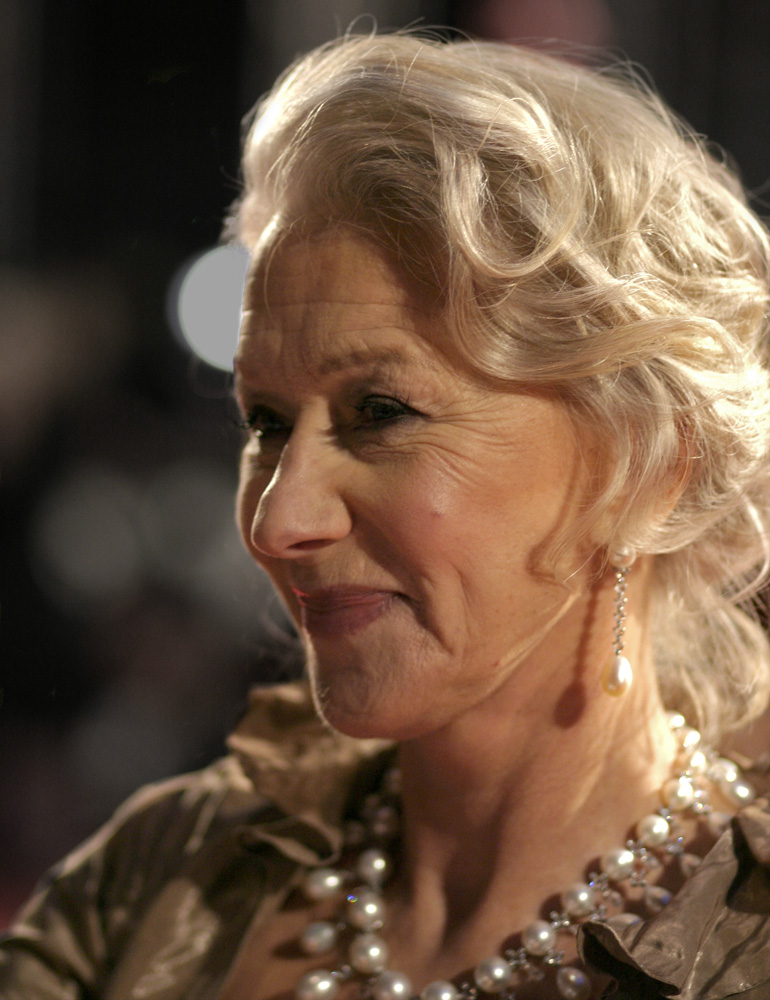
Хелен Миррен, лучшая женская роль

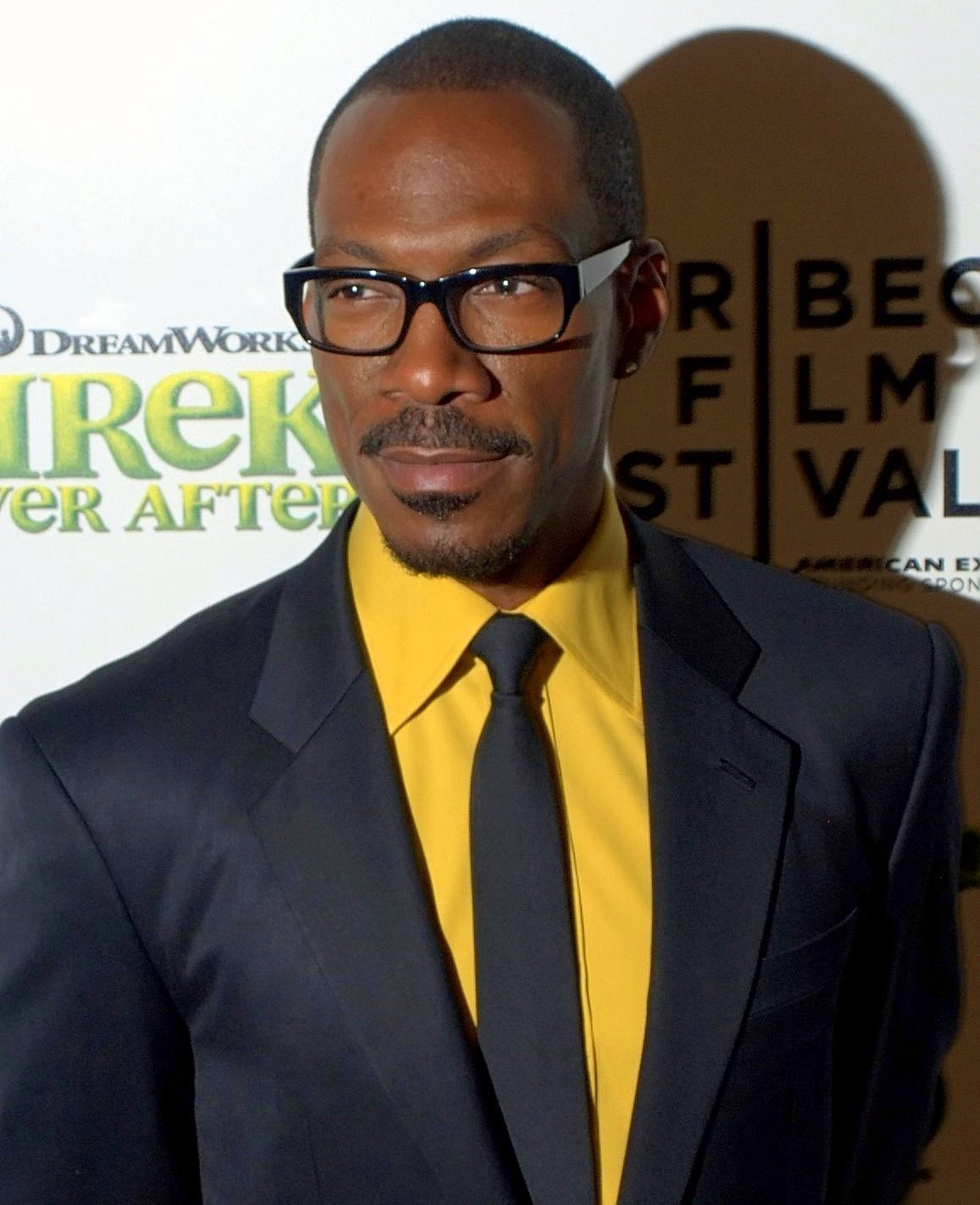
Эдди Мерфи, лучшая мужская роль второго плана

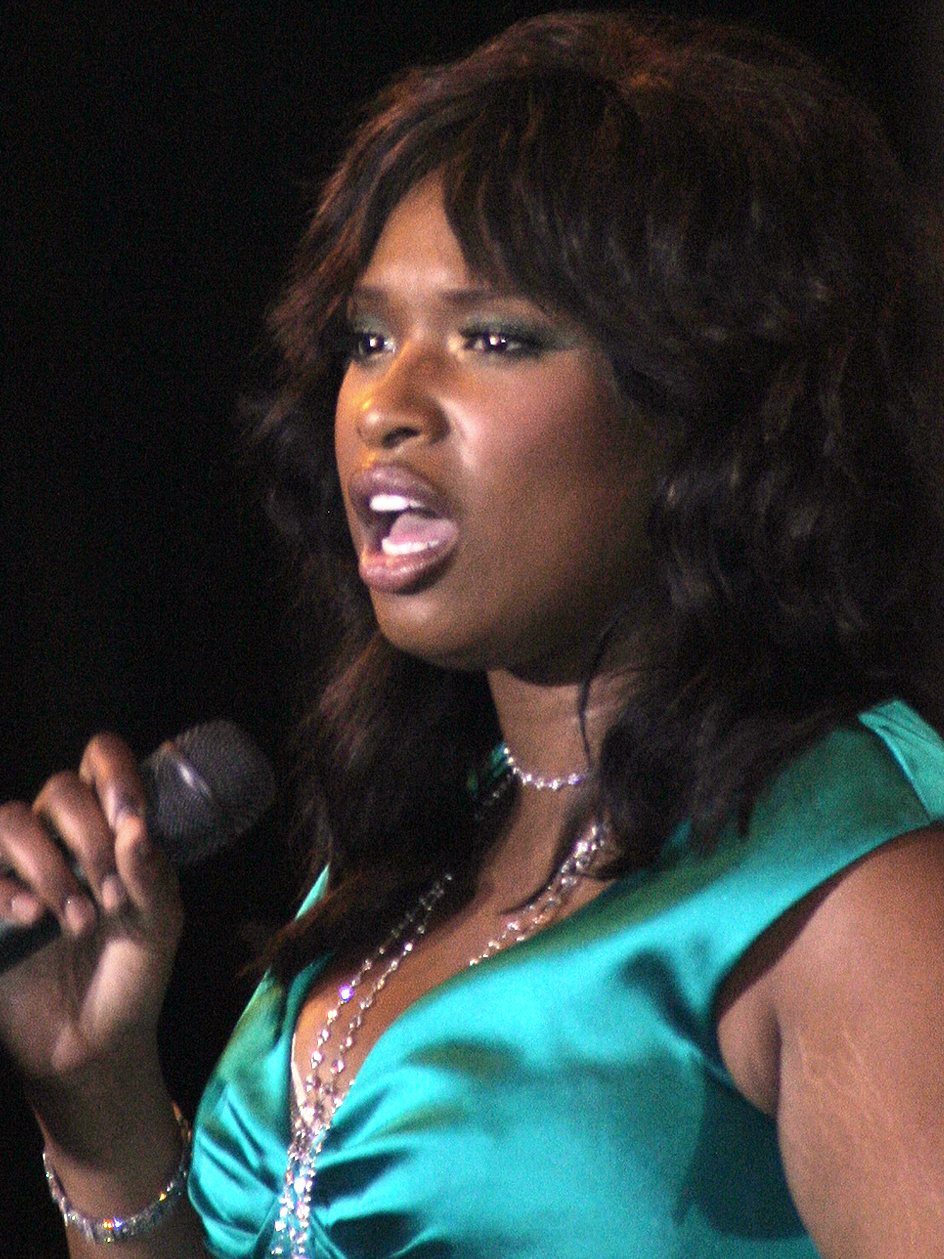
Дженнифер Хадсон, лучшая женская роль второго плана

| Лучшая мужская роль               | 1. Форест Уитакер — «Последний король Шотландии» 2. Райан Гослинг — «Полу-Нельсон» 3. Леонардо ДиКаприо — «Кровавый алмаз» 4. Леонардо ДиКаприо — «Отступники» 5. Питер О'Тул — «Венера» 6. Уилл Смит — «В погоне за счастьем»                                                     |
| Лучшая женская роль               | 1. Хелен Миррен — «Королева» 2. Джуди Денч — «Скандальный дневник» 3. Пенелопа Крус — «Возвращение» 4. Мэрил Стрип — «Дьявол носит Prada» 5. Кейт Уинслет — «Как малые дети» |
| Лучшая мужская роль второго плана | 1. Эдди Мерфи — «Девушки мечты» 2. Алан Аркин — «Маленькая мисс Счастье» 3. Бен Аффлек — «Смерть супермена» 4. Адам Бич — «Флаги наших отцов» 5. Джек Николсон — «Отступники» 6. Джимон Хонсу — «Кровавый алмаз»                                                                   |
| Лучшая женская роль второго плана | 1. Дженнифер Хадсон — «Девушки мечты» 2. Адриана Барраса — «Вавилон» 3. Кейт Бланшетт — «Скандальный дневник» 4. Ринко Кикути — «Вавилон» 5. Кэтрин О'Хара — «На ваш суд» 6. Эмма Томпсон — «Персонаж»                                                                             |
| Лучший молодой актёр              | 1. Пол Дано — «Маленькая мисс Счастье» 2. Камерон Брайт — «Здесь курят» 3. Джозеф Файнс — «На острой грани» 4. Джейден Смит — «В погоне за счастьем» 5. Фредди Хаймор — «Хороший год»                                                                                              |
| Лучшая молодая актриса            | 1. Эбигейл Бреслин — «Маленькая мисс Счастье» 2. Ивана Бакеро — «Лабиринт Фавна» 3. Кеке Палмер — «Испытание Акилы» 4. Дакота Фаннинг — «Паутина Шарлотты» 5. Шарика Эппс — «Полу-Нельсон»                                                                                         |
| Лучший актёрский ансамбль         | 1. Маленькая мисс Счастье 2. Бобби 3. Вавилон 4. Девушки мечты 5. Компаньоны 6. Отступники |
| Лучший сценарий                   | 1. Майкл Арндт — «Маленькая мисс Счастье» 2. Гильермо Арриага — «Вавилон» 3. Уильям Монахэн — «Отступники» 4. Питер Морган — «Королева» 5. Тодд Филд, Том Перротта — «Как малые дети» 6. Зак Хелм — «Персонаж»                                                                     |
| Лучший семейный фильм             | 1. Паутина Шарлотты 2. Испытание Акилы 3. Лэсси 4. Пираты Карибского моря: Сундук мертвеца 5. Флика |
| Лучший анимационный фильм         | 1. Тачки 2. Делай ноги 3. Дом-монстр 4. Лесная братва 5. Смывайся |
| Лучший документальный фильм       | 1. Неудобная правда 2. Заткнись и пой 3. Игра слов 4. Кто убил электрокар? 5. Рейтинг ассоциации МРАА |
| Лучший фильм на иностранном языке | 1. Письма с Иводзимы (Letters from Iwo Jima) - США 2. Апокалипсис (Apocalypto) - США/Мексика 3. Вода (Water) - Канада/Индия 4. Возвращение (Volver) - Испания 5. Лабиринт Фавна (El laberinto del fauno) - Мексика/Испания 6. Патриоты (Indigènes) - Алжир/Бельгия/Франция/Марокко |
| Лучшая комедия                    | 1. Борат 2. Дьявол носит Prada 3. Здесь курят 4. Маленькая мисс Счастье 5. На ваш суд |
| Лучшая музыка к фильму            | 1. Филип Гласс — «Иллюзионист» 2. Клинт Мэнселл — «Фонтан» 3. Томас Ньюман — «Хороший немец» 4. Густаво Сантаолалья — «Вавилон» 5. Ханс Циммер — «Код Да Винчи» 6. Говард Шор — «Отступники»                                                                                       |
| Лучшая песня к фильму             | 1. Listen — «Девушки мечты» 2. I Need to Wake Up — «Неудобная правда» 3. My Little Girl — «Флика» 4. The Neighbor — «Заткнись и пой» 5. Never Gonna Break My Faith — «Бобби» 6. Ordinary Miracle — «Паутина Шарлотты»                                                              |
| Лучший саундтрек                  | 1. Девушки мечты 2. Вавилон 3. Делай ноги 4. Мария-Антуанетта 5. Тачки |
| Лучший ТВ-фильм                   | 1. Елизавета I 2. Библиотекарь 2: Возвращение в Копи Царя Соломона 3. Когда рушатся плотины: Реквием в четырех актах 4. Ночные кошмары и фантастические видения: По рассказам Стивена Кинга 5. Триумф: История Рона Кларка                                                         |

## Список лауреатов и номинаций
| Количество | Фильм                  |
| ---------- | ---------------------- |
| 7          | Вавилон                |
| 7          | Девушки мечты          |
| 7          | Маленькая мисс Счастье |
| 7          | Отступники             |
| 4          | Королева               |
| 3          | Как малые дети         |
| 3          | Кровавый алмаз         |
| 3          | Паутина Шарлотты       |
| 3          | Письма с Иводзимы      |
| 3          | Скандальный дневник    |
| 2          | Бобби                  |
| 2          | В погоне за счастьем   |
| 2          | Возвращение            |
| 2          | Делай ноги             |
| 2          | Дьявол носит Prada     |
| 2          | Заткнись и пой         |
| 2          | Здесь курят            |
| 2          | Испытание Акилы        |
| 2          | Лабиринт Фавна         |
| 2          | На ваш суд             |
| 2          | Неудобная правда       |
| 2          | Персонаж               |
| 2          | Полу-Нельсон           |
| 2          | Потерянный рейс        |
| 2          | Тачки                  |
| 2          | Флика                  |

| Количество | Фильм                  |
| ---------- | ---------------------- |
| 4          | Девушки мечты          |
| 4          | Маленькая мисс Счастье |
| 2          | Отступники             |